# Individualisation
Pour les articles homonymes, voir Individualisation des peines et Formation individualisée.
Ne doit pas être confondu avec Individualisme ou Individuation.

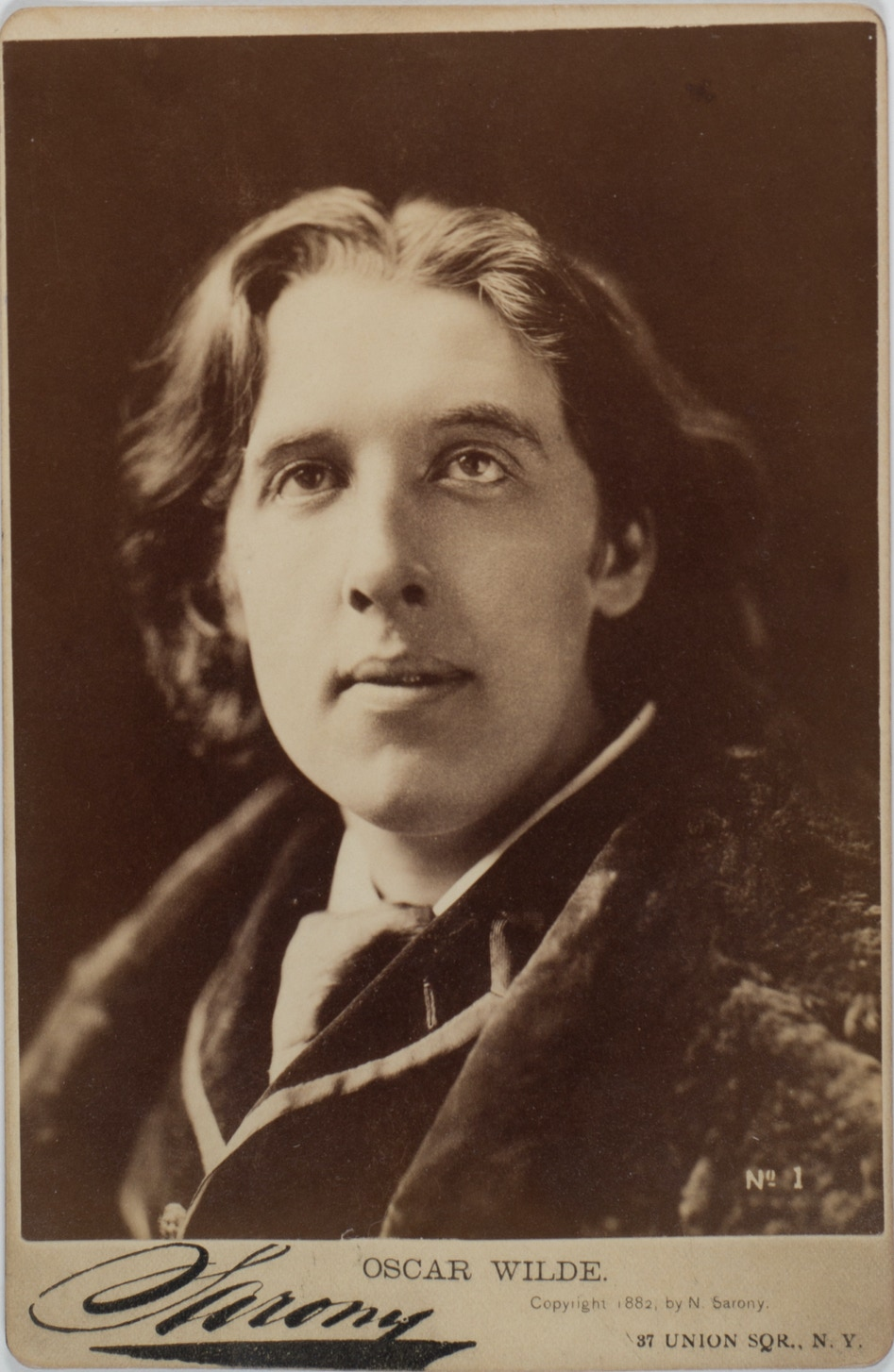
Oscar Wilde, dandy revendiquant son excentricité, est un pur produit de l’individualisation des mœurs, dans une Angleterre victorienne en pleine industrialisation.

En sociologie et en psychologie, l’individualisation est un processus d’autonomisation par lequel l’individu devient maître de ses choix, sans avoir à obéir aux prescriptions sociales ou morales d’un groupe sous lequel il se subsumerait : État, caste, religion, corporation…
Du fait des liens étroits qu’elle entretient avec les notions d’autonomie et de libre-arbitre, cette notion est également liée à certains questionnements philosophiques qui en font, dans une certaine mesure, un synonyme d’individualisme éthique.

## Individu et groupe social: la question de l’émancipation
Au cours de ce processus, l’individu acquiert donc le pouvoir de déterminer les principaux aspects de sa vie : ce triomphe de la raison individuelle fait donc passer la souveraineté de l’État au citoyen, l’initiative productive de la corporation à l’entrepreneur, etc. Autrement dit, cette distanciation face au groupe d’appartenance correspond à une mise en valeur du niveau individuel par rapport au niveau collectif. La prééminence de la liberté individuelle conduit en outre généralement à une forte différenciation sociale des individus, moyen le plus naturel d’affirmer publiquement son droit d’autodétermination et de « devenir quelqu’un », une individualité qui se distingue au moins en théorie de la masse. D’après le professeur Pierre Bréchon, dans la société moderne, chacun « veut pouvoir faire ses expériences, se concocter sa petite philosophie pratique, en relativisant ce que disent les maîtres à penser » : « les Français plébiscitent avant tout le libre choix, la tolérance et la participation démocratique ».
En réalité, une société individualisée s’oppose avant tout à l’uniformité par obéissance au groupe social : les individus ne se soumettent plus à un seul ensemble de principes et d’usages immobiles et bien délimités mais se réapproprient et personnalisent les éléments communs à la société. L’un des symptômes les plus palpables de cette évolution est par exemple l’individualisation des croyances religieuses, parfois familièrement surnommée « religion à la carte » : ainsi, selon une étude de 2002, seuls 74 % des catholiques français affirmaient croire en Dieu, 32 % en une vie après la mort, 39 % au péché, réduisant finalement à 21 % la proportion de l’échantillon adhérant à tous ces principes.
Pour Christopher Lasch, « l’individualité est la prise de conscience, douloureuse, de la tension qui règne entre nos aspirations illimitées et notre compréhension limitée ; entre l’unité et la séparation ».
Ce processus, qui valorise donc la subjectivité par rapport à la tradition, jette, dans le domaine de la création (qu’elle soit artistique ou scientifique), une nouvelle lumière sur la question de l’auteur et de sa place. Ce dernier acquiert en effet, dans la société moderne, une position capitale dans la compréhension de l’œuvre ; à l’inverse des sociétés traditionnelles, dont les travaux restent, en majeure partie, muets quant à leur créateur, voué à l’anonymat et considéré comme simple agent de réalisation d’une commande. L’individualisation influe également sur la démarche même des sciences sociales : le principe de réflexivité, par lequel l’auteur s’inclut dans sa propre étude, permet ainsi de prendre conscience du rôle de son individualité et de ses propres représentations dans la production d’un discours alors nécessairement orienté.

### Limites et critiques
Toutefois, plusieurs critiques sont émises à l’encontre de l’individualisation : pour le philosophe Michel Foucault, la subjectivité qu’elle promeut ne fait ainsi que servir les intérêts l’« institution disciplinaire », au travers d’un discours savant venant légitimer le pouvoir et normaliser l’individu.
D’autres évoquent l’aspect parcellaire, voire illusoire de l’individualisation : quoiqu’il puisse se croire libre de tout mouvement, l’atome de la société individualisée ne construit son identité personnelle, selon François de Singly, qu’en agglomérant des éléments proposés et normalisés par la société. L’individu reste soumis à sa socialisation quoi qu’il advienne et ne peut exercer son libre-arbitre que dans l’agencement de ces éléments. En réalité, la singularisation de l’individu ne s’opère pas selon une loi d’autodétermination totale et anomique : chacun vit dans une recherche de reconnaissance sociale le conduisant à suivre les grandes tendances de la société, dussent-elles s’opposer au choix apparemment absolu de l’individu. François de Singly résume ainsi les limites de l’individualisation :

« La différence entre les sociétés individualistes et les sociétés non individualistes ne tient donc pas à la diminution des liens sociaux. Elle réside dans l’importance accordée aux liens plus personnels, plus électifs, plus contractuels. La reconnaissance interpersonnelle est centrale. »

## Dynamique historique

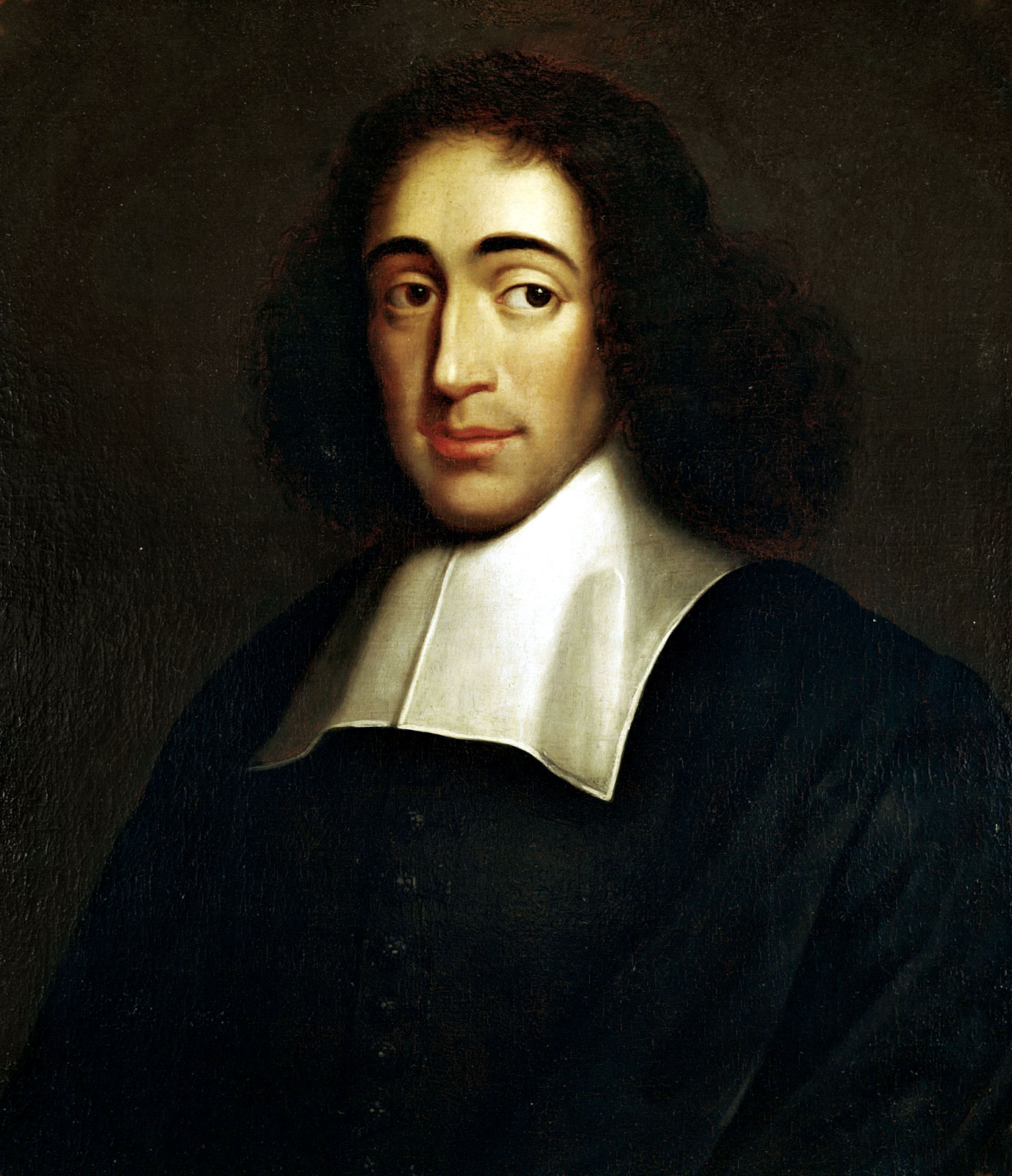
Baruch Spinoza, philosophe opposant au holisme des dogmes incontestables une liberté de pensée inviolable : « personne ne peut abdiquer le libre droit qu’il a de juger et de sentir par lui-même ».

L’individualisation d’un groupe social résulte avant tout du processus de modernisation, qui permet la naissance d’une société industrielle de l’abondance (société de consommation). L’anthropologue Louis Dumont associe à cet avènement le passage d’une représentation holiste à une représentation individualiste de la société. Sa « sécurité existentielle » assurée, selon les termes du politologue Ronald Inglehart, l’individu peut se pencher sur sa construction personnelle spécifique ; la relative uniformité des milieux ruraux anciens s’expliquent ainsi par la prééminence de la question des famines, guerres et maladies, qui menacent la survie du groupe social et encouragent alors une forte unification, faite au prix d’une importante similitude entre les éléments du groupe.
L’individualisation est donc intimement liée à des périodes de relative prospérité, où émerge une classe sociale enrichie, appelée bourgeoisie, pouvant se soucier de problématiques sans lien direct avec la survie : l’expansion du commerce européen à la Renaissance et au XVIIIe siècle servirent ainsi respectivement de support à l’humanisme et au mouvement des Lumières.
Depuis le XIXe siècle, l’industrialisation a permis à de larges pans de la société d’accéder à la « sécurité existentielle », répandant du même coup l’individualisation dans l’ensemble de la population. Un exemple significatif de cette mutation est la diversification du choix des prénoms donnés : les parents sont bien souvent à la recherche d’une certaine originalité pour nommer leur enfant, entraînant ainsi un accroissement des prénoms rares, voire uniques, qui individualisent de facto ceux qui les portent.
Plus généralement, Philippe Corcuff, Jacques Ion et François de Singly décrivent, dans Politiques de l’individualisme, la dualité de la structure sociale entre holisme et individualisme quant à la place de l’individu :

« La société d’Ancien régime se représente elle-même comme une organisation hiérarchisée d’entités collectives : les familles, les corps, les corporations, les états (la noblesse, le clergé, le tiers état), collectifs qui assument l’identité de chacun [...] Dans la société holiste, l’existence de l’individu ne se conçoit pas indépendamment de l’organisation sociale dans laquelle il s’insère. À l’inverse, la société individualiste se représente non pas à partir du tout, mais de ses composants, les atomes individuels. Elle se construit donc comme une somme d’individus que ne lie a priori aucun pouvoir surplombant : des collections plutôt que des collectifs. »

## Individualisation et individualisme
Il convient de soigneusement distinguer l’individualisation, qui postule le primat des choix de l’individu, de l’individualisme, qui insiste avant tout sur la poursuite des intérêts de ce dernier. L’individualisme est donc bien souvent décrié dans la sphère publique comme symptôme des affres de la modernité, entre morale égoïste et vie sociale atomisée. À l’inverse, l’indépendance des individus par rapport à leur groupe social d’appartenance est généralement teintée d’une connotation plus positive : d’après Pierre Bréchon, « on peut vouloir être autonomes et faire des choix humanistes et solidaires ». Malgré cette distinction théorique, l’adjectif individualiste est également souvent utilisé pour désigner un processus d’individualisation, et semble commun aux deux substantifs,.
Ces deux phénomène sont par ailleurs intimement liés et progressent conjointement à l’avènement de la société moderne ; c’est la raison pour laquelle la rupture de la structure hiérarchisée et holiste de la société traditionnelle, rupture préalable à l’individualisation, est perçue par certains comme problématique, puisqu’amenant progressivement à l’anomie sociale — perte des valeurs morales et des normes sociales normalement promues par le groupe.